# Ervin Zádor
Ervin Zádor (* 7. Juni 1935 in Budapest; † 29. April 2012 in Linden, Kalifornien) war ein ungarischer Wasserballspieler und Schwimmtrainer.
Ervin Zádor bestritt 23 Länderspiele für Ungarn. Er wurde mit der ungarischen Wasserball-Nationalmannschaft 1956 Olympiasieger. Im Spiel gegen die Sowjetunion, dem Blutspiel von Melbourne, wurde er kurz vor Schluss von Walentin Prokopow derartig am Kopf verletzt, dass er eine klaffende Wunde am Kopf hatte und blutete. Das Publikum, darunter zahlreiche Exilungarn, tobte und eine Minute vor dem offiziellen Ende des Spiels wurde die Partie beim Stande von 4:0 für die Ungarn abgebrochen.
Nachdem 1956 der Ungarische Volksaufstand blutig niedergeschlagen worden war, gehörte Zádor zu jenen sechs Spielern, die nach den Olympischen Spielen 1956 nicht unmittelbar nach Ungarn zurückkehrten. Zádor war allerdings der einzige, der überhaupt nicht nach Ungarn zurückging. Ervin Zádor wurde Schwimmtrainer in den Vereinigten Staaten und betreute unter anderem den jungen Mark Spitz.
Im Frühjahr 2006 wurde der von Lucy Liu produzierte Dokumentarfilm Freedom's Fury uraufgeführt, der anhand der Person Zádor die Geschichte des Ungarischen Volksaufstands und des Wasserballkrimis 1956 darstellt.
Ervin Zádor, der in Ripon in Kalifornien lebte, wurde wie alle überlebenden ungarischen Olympiateilnehmer von 1956 im September 2006 zu einer 50-Jahr-Feier nach Budapest eingeladen. Zádor fuhr nicht hin, weil er nicht von einer Regierung geehrt werden wollte, der Leute angehören, die vor 1989 in kommunistischen Organisationen aktiv waren.